# Desocupació tecnològica
La desocupació tecnològica és un fenomen del sistema monetari i de mercat en el seu estat actual que es dona quan els avanços en les tecnologies de producció i de serveis s'introdueixen en les empreses, generalment en maquinària automatitzada, i el seu alt rendiment i baix cost a llarg termini en comparació dels treballadors humans.

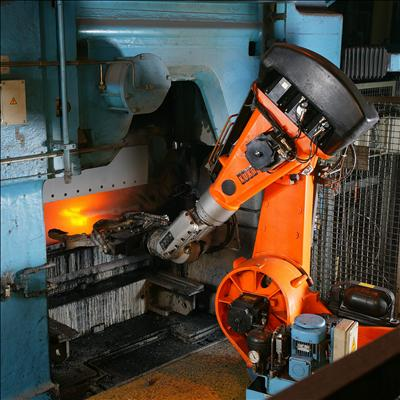
Procés d'automatització en la indústria de la fosa: robot amb braç soldador.

## Desenvolupament tecnològic i ocupació
L'avantatge diferencial de les formes de producció automatitzades es deuen a la reducció de costos vinculat a pensions, vacances pagades, seguretat social; així com a la capacitat d'estendre la jornada de producció de torns limitats a una jornada completa interrompuda només per al manteniment de la maquinària. 
Està associat a la necessitat estructural de qualsevol empresa de competir amb els altres productes reduint el cost de producció al mínim possible i mantenir una alta qualitat del mateix, per poder produir el producte més barat i de major qualitat, fent possible que sigui competitiu. De manera que les empreses que poden permetre-li-ho, per mantenir la seva competitivitat al mercat global, adquireixen sistemes automatitzats per competir amb els treballadors humans d'altres empreses o tenir avantatge enfront d'una maquinària automatitzada menys eficient. Per tant, l'automatització de tasques és una forma de produir béns de manera més efectiva, ràpida, eficient i barata per als empresaris que poden fer-ho. Però també s'elimina més treballs humans dels quals es produeixen, reduint el poder adquisitiu dels estrats socials, en definitiva, donant lloc a la desocupació tecnològica. Les classes altes adquireixen els sistemes automatitzats i reben el benefici monetari d'això, amb l'ajuda de cada vegada menys treballadors. Com a conseqüència, augmenten els seus beneficis i les classes mitjanes i baixes ho perden. 
Les empreses que no poden permetre's adquirir aquesta tecnologia automatitzada decideixen retallar personal, reduir el sou dels treballadors, reduir la seva jornada i augmentar la seva productivitat, o augmentar la jornada amb el mateix salari per poder reduir costos i poder produir un producte més barat. D'aquesta manera, tracten de competir i sobreviure al mercat. 
Encara que és cert que la tecnologia "desallotja" els camps i trasllada a la gent a l'àrea de serveis i es creguin nous llocs de treball que requereixen més preparació, segons recents i nombrosos informes com de la universitat d'Oxford, el nombre de llocs de treball que es cregui és inferior al nombre de llocs de treball que es destrueix per l'automatització. I si es crea, majoritàriament és ocupació precària, a temps parcial o poc remunerat. 

## Crítiques sobre la desocupació tecnològica
Els crítics amb aquest fenomen afirmen que això és un fal·làcia perquè "el capital humà que és alliberat de les tasques automatitzades pot emplear-se en altres llocs de treball de major qualificació, i per punt amb salaris majors i millors jornades laborals". Depenent del punt de vista que sigui analitzat, la tecnologia pot ser vesteixi com alguna cosa positiu o negatiu quant a les aportacions que fa a la humanitat. Aquesta crítica, si bé sembla vàlida, en realitat considera implícitament que tot el treball eliminat serà reemplaçat per treball qualificat i millor pagat, la realitat demostra que és eliminat molt més treball del generat. De fet, si tot el treball eliminat fos substituït per la mateixa quantitat de treball millor pagat, no tindria sentit l'automatització ja que els costos de producció en automatitzar una empresa no només no s'abaratirien sinó que s'incrementarien (Aquest argument és un judici de valor, no conté cap sustento teòric ni referència).
També es diu que la desocupació provocada per les màquines és sol temporal, doncs la mecanització porta a un descens dels costos de producció la qual cosa, a causa de la competència, porta a un descens dels preus i a un augment del consum. Aquest augment del consum fa necessari contractar a més treballadors en la indústria i en els serveis, la qual cosa anul·la la desocupació tecnològica i permet a la població gaudir de més béns i serveis amb els mateixos diners. Al final, la qual cosa fan les màquines és substituir l'ocupació en la indústria o en l'agricultura per ocupacions en el sector serveis o en noves indústries que es van creant. Prova d'això són Japó, Corea del Sud i Singapur, els països amb més robots per habitant, que tenen taxes de desocupació entre les més baixes del món.

## El futur

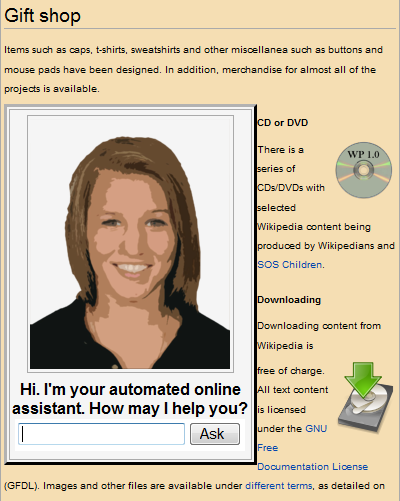
Un assistent automàtic en línia donant servei d'atenció al client en un lloc web —una de les moltes aplicacions primitives de la intel·ligència artificial.

Durant els propers 20 anys s'espera que la meitat dels treballs siguin realitzats per ordinadors i robots, tal com informa la universitat d'Oxford, en un començament es reemplaçaran treballs més mecanitzats com a transport, producció, administració, logística, venda, serveis i fins a la construcció. Després es continuarà reemplaçant els treballs dels especialistes gràcies als avanços de la intel·ligència artificial, tals com la ciència, l'enginyeria, l'art i el màrqueting. La Casa Blanca, en un informe al Congrés, ha posat la probabilitat en un 83 per cent que un treballador que guanya menys d'O$S 20 per hora en el 2010 eventualment perdrà el seu treball enfront d'una màquina. Fins i tot els treballadors que guanyen tant com O$S 40 per hora tindran unes probabilitats d'un 31 per cent d'enfrontar aquesta possibilitat.

## Debat
Actualment molts plantegen que la tecnologia és una avanç per a la humanitat, que faciliten els processos i donen comoditat a les persones, però no es pot passar per alt les ocupacions que finalment podrien destruir. Des de la sendera científica es planteja que els robots generarien ocupacions els propers anys. Segons la Federació Internacional de Robòtica, l'impacte industrial de la robòtica ha provocat la pèrdua d'uns 800 000 llocs de treball al Regne Unit, alhora que ajudat a crear-ne vora 3,5 milions de més. Els més escèptics es mostren desconfiats, observant com en l'actualitat la tecnologia lleva més i més llocs de treball, no queda més que esperar el desenllaç d'aquest debat que s'ha desenvolupat durant els últims anys, on s'observarà realment si els robots seran una aportació o una amenaça en els propers anys.